# اکو (مجموعه تلویزیونی)
اکو (به انگلیسی: Echo) یک مجموعه تلویزیونی آمریکایی است که توسط ماریون دایر برای سرویس استریم دیزنی پلاس و بر اساس شخصیت مارول کامیکس به همین نام ساخته شده‌است. در نظر گرفته شده‌است که بخشی از مجموعه تلویزیونی در دنیای سینمایی مارول تولید شده توسط مارول استودیوز باشد و تداوم فیلم‌های این فرنچایز را به اشتراک بگذارد و اسپین آف سریال هاکای (۲۰۲۱) است. دایر به عنوان نویسنده اصلی عمل می‌کند.
الاکوآ کاکس نقش خود را در نقش مایا لوپز / اکو با وینسنت دن آفریو و نیز چارلی کاکس بازی می‌کند. توسعه این مجموعه در مارس ۲۰۲۱ آغاز شد و ایتان کوئن و امیلی کوئن به عنوان سرپرست نویسندگان به همراه الاکوآ کاکس پیوستند. این سریال به‌طور رسمی در نوامبر ۲۰۲۱ معرفی شد و در آن زمان مشخص شد که دایر به عنوان نویسنده اصلی سریال مشغول به کار است. تا مارس ۲۰۲۲، سیدنی فریلند قرار بود کارگردانی کند. فیلمبرداری در اواخر آوریل آغاز شد و تا سپتامبر ۲۰۲۲، در منطقه کلان‌شهری آتلانتا، از جمله آتلانتا، پیچتری سیتی، سوشیال سرکل، و گرنت ویل، ادامه داشت.
اکو در ۱۰ ژانویه ۲۰۲۴ به عنوان بخشی از فاز پنجم دنیای سینمایی مارول منتشر شد.

## بازیگران و شخصیت‌ها
- الاکوآ کاکس در نقش مایا لوپز / اکو: یک بومی آمریکایی ناشنوا و فرمانده ترکسوت مافیا (Tracksuit Mafia) که می‌تواند حرکات شخص دیگری را به خوبی کپی کند.[۱][۲]
- وینسنت دن آفریو در نقش ویلسون فیسک / کینگ‌پین: عموی خوانده لوپز که یک جنایتکار در نیویورک است.[۳]
- چارلی کاکس در نقش مت مرداک / دردویل: وکیلی نابینا از هلز کیچن که به عنوان یک مراقب نقابدار زندگی دوگانه ای دارد.[۳]
- دیوری جیکوبز در نقش بانی: دخترخاله و دوست کودکی مایا و تنها عضو شنوا خانواده اش است که درصدد احیای رابطه اش با مایاست. جیکوبز پیش از این صداپیشه شخصیت کاهوری در فصل دوم سریال چه می‌شود اگر... بود، شخصیتهای بانی و کاهوری هیچ ارتباط داستانی باهم ندارند.
- تانتو کاردینال در نقش چولا: مادربزرگ مایا که بخاطر مرگ دخترش(مادر مایا) رابطه خوبی با ویلیلم ندارد.
- چاسکه اسپنسر در نقش هنری لوپز: عموی مایا و برادر ویلیام که هنوز در تشکیلات ویلسون فیسک است.
- زان مک‌کلارنون در نقش هنری لوپز: پدر متوفی مایا که به دست رونین کشته شد.
- کودی لایتنینگ در نقش بسکویت: پسرخاله مایا که به عنوان دستیارش عمل میکند.
- گراهام گرین در نقش اسکالی: پدربزرگ مایا که صاحب امانت فروشی است. برخلاف دیگر اعضای خانواده او تمایل بیشتری برای احیای ارابطه اش با مایا دارد.

## انتشار
اکو در ۱۰ ژانویه ۲۰۲۴ بصورت کامل از طریق دیزنی پلاس عرضه شد.